# Fläcklackskinn
Fläcklackskinn (Phlebiella pseudotsugae) är en svampart som först beskrevs av Edward Angus Burt, och fick sitt nu gällande namn av K.H. Larss. & Hjortstam 1987. Phlebiella pseudotsugae ingår i släktet Phlebiella, ordningen Polyporales, klassen Agaricomycetes, divisionen basidiesvampar och riket svampar.   Inga underarter finns listade i Catalogue of Life.
I den svenska databasen Dyntaxa används istället namnet Aphanobasidium pseudotsugae för samma taxon.  Arten är reproducerande i Sverige.